# Чилийский университет
Чилийский университет (исп. Universidad de Chile) — государственный университет, расположенный в Сантьяго, Чили. Крупнейшее и старейшее высшее учебное заведение в Чили и один из старейших вузов в Латинской Америке.
Инфраструктура университета сосредоточена в пяти кампусах Около 40 000 студентов и аспирантов получают образование по 60 программам бакалавриата, 116 программам магистратуры и 38 программам докторантуры..
Академический рейтинг университетов мира (также известный как Шанхайский рейтинг) в 2017 году назвал Чилийский университет лучшим в стране. В мировом масштабе международные рейтинги университетов (в том числе Мировой рейтинг университетов QS) ставят университет в число первых 400, а в некоторых областях — первых 200.
Чилийский университет является главной исследовательской организацией страны в различных областях науки и технологии. Он публикует треть всех научных работ и осуществляет большую часть всех исследовательских проектов в Чили.

## История
В 1841 году, менее чем через два десятилетия после получения независимости от Испании, министр образования и будущий президент Чили Мануэль Монтт инициировал создание национального университета, который должен был заменить колониальный Королевский Университет Сан-Фелипе, основанный в 1747 году. Андрес Бельо, поэт и гуманист родом из Венесуэлы, подготовил проект устава, который лег в основу утвержденного Национальным конгрессом Чили закона от 19 ноября 1842 года. Торжественное открытие состоялось 17 сентября 1843 года.
В 1863 году в центре Сантьяго инженер Фермин Вивасета по проекту архитектора Люсьена Хено начал строительство неоклассического главного здания университета, ставшего одним из его символов. В 1872 году «Университетский дворец», как его тогда называли, торжественно открыл ректор Мануэль Антонио Токорналь.

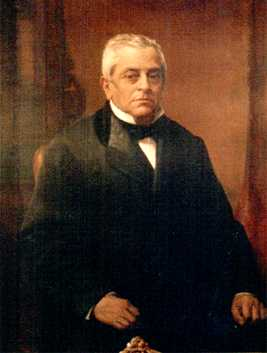
Мануэль Монтт
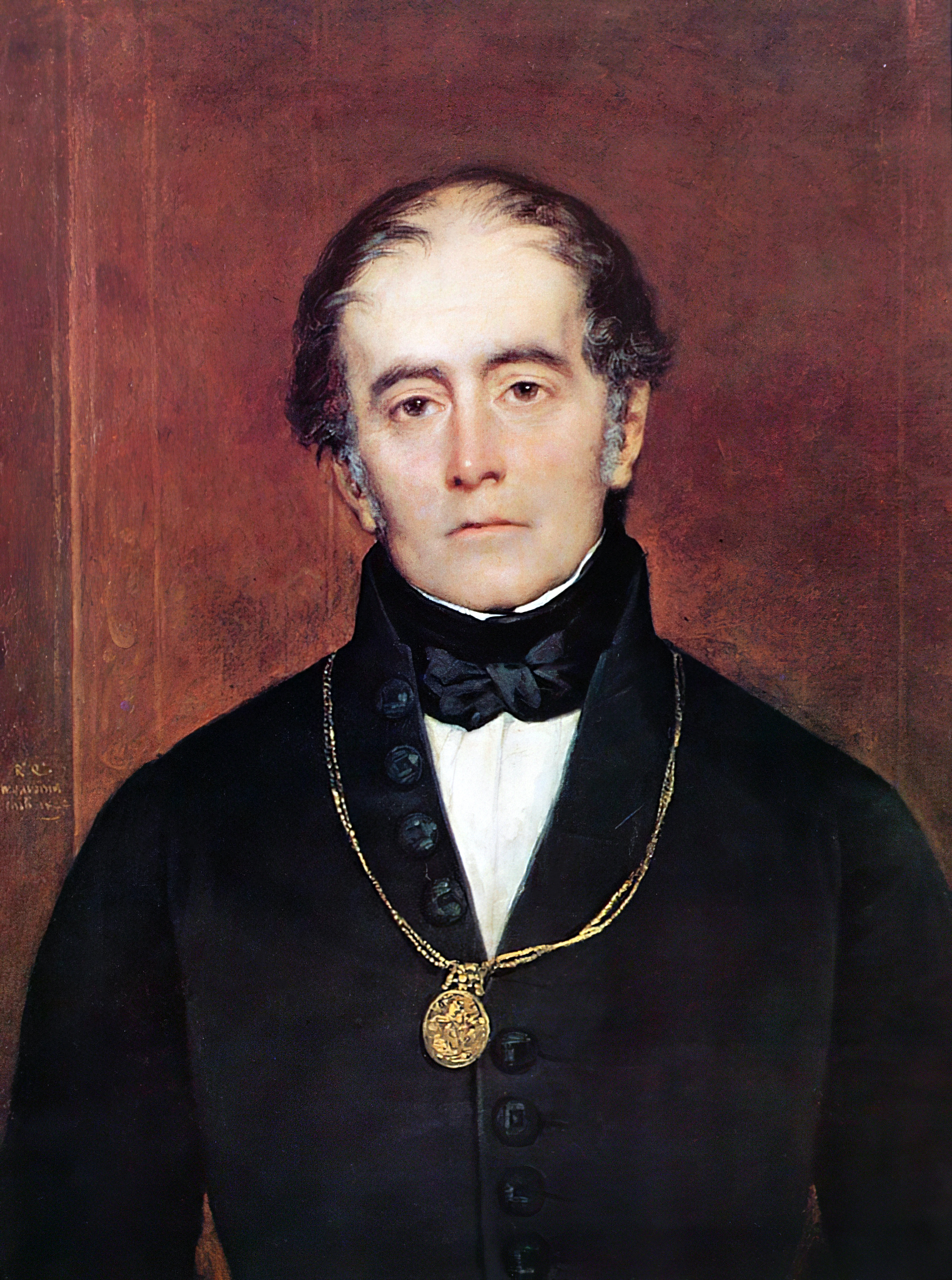
Андрес Бельо
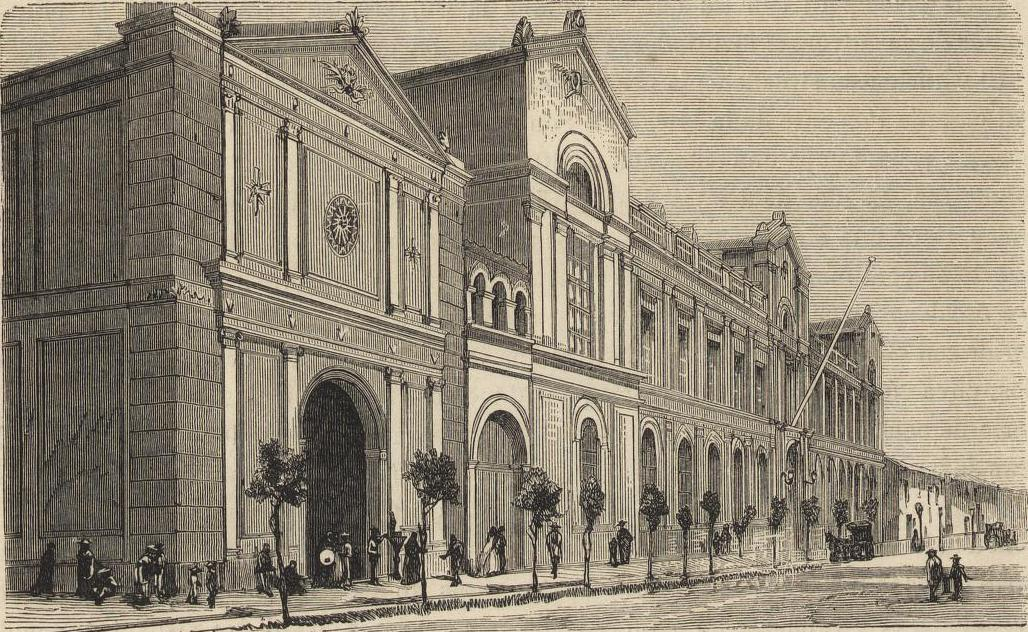
Главное здание после открытия

Первоначально в состав университета входили пять факультетов: гуманитарно-философский, физико-математический, права и политологии, медицинский, богословский. К 1931 году их число увеличилось до шести: философско-педагогический, права и социологии, биолого-медицинский, физико-математический, агро-ветеринарный, изящных искусств.
Период военной диктатуры 1973—1989 годов серьезно затронул ВУЗ. Согласно указу от 2 октября 1973 года, ректор университета стал утверждаться военной хунтой. Новым ректором был назначен экс-главком ВВС Чили генерал Сесар Руис, активно реализовывавший установки хунты.
Указом от 3 января 1981 года ВУЗ был реорганизован: существовавшие на тот момент региональные филиалы были объединены с аналогичными филиалами Чилийского государственного технического университета (исп. Universidad Técnica del Estado, ныне Университет Сантьяго) и преобразованы в университеты провинций.

## Факультеты и институты
- Факультет архитектуры и урбанизма
- Факультет искусств
- Факультет наук
- Факультет агрикультуры
- Факультет физики и математики
- Факультет лесоустройства
- Факультет химии и фармацевтики
- Факультет социологии
- Факультет ветеринанрии
- Факультет права
- Факультет экономики и бизнеса
- Факультет философии
- Факультет медицины
- Факультет стоматологии
- Институт связей с общественностью
- Институт международных исследований
- Институт коммуникаций
- Институт пищевых технологий

## Инфраструктура
Университет владеет 3 168 373 кв.м. городских территорий, 648 502 кв.м. зданий и 103 884 600 гектаров сельскохозяйственных земель.
ВУЗ расположен в пяти городских кампусах:
- Кампус «Andrés Bello» (занимает некоторые старейшие здания университета в центре Сантьяго)
- Кампус «Juan Gómez Millas»
- Кампус «Jorge Beauchef»
- Южный кампус
- Северный кампус

Каталог университета содержит более трёх миллионов библиографических единиц, доступных в 48 библиотеках. Электронная библиотека предоставляет доступ к более чем 50 000 000 документов, в том числе оцифрованных исторических материалов.
Электронные публикации университета свободно доступны в следующих источниках: Академический репозиторий, Академические издания, Портал электронных книг.

## Известные выпускники
Каждый второй президент Чили — выпускник Чилийского университета (в скобках даны годы президентства):
- Эррасурис Саньярту, Федерико (1871—1876)
- Пинто, Анибаль (1876—1881)
- Санта-Мария, Доминго (1881—1886)
- Эррасурис Эчауррен, Федерико (1896—1901)
- Риеско, Херман (1901—1906)
- Монтт, Педро (1906—1910)
- Баррос Луко, Рамон (1910—1915)
- Санфуэнтес, Хуан Луис (1910—1915)
- Алессандри, Артуро (1920—1925, 1932—1937)
- Фигероа, Эмилиано (1925—1927)
- Агирре Серда, Педро (1938—1941)
- Гонсалес Видела, Габриэль (1946—1952)
- Алессандри Родригес, Хорхе (1958—1964)
- Альенде, Сальвадор (1970—1973)
- Эйлвин, Патрисио (1990—1994)
- Фрей Руис-Тагле, Эдуардо (1994—2000)
- Лагос, Рикардо (2000—2006)
- Бачелет, Мишель (2006—2010, 2014—2018)

Также с Чилийским университетом связаны имена двух чилийских лауреатов Нобелевской премии по литературе (Габриэла Мистраль в 1945 и Пабло Неруда в 1971):
- Габриэла Мистраль (Лусила Годой Алькайяга) никогда не училась в университете — её образование формально завершилось прежде чем ей исполнилось 12 (хотя с 16 лет она сама работала учительницей). В 1923 году университет присудил ей почетную степень (лат. «Honoris Causa») учителя испанского языка,[19] а в 1954 году — почетную докторскую степень.[20] После смерти Габриэлы Мистраль в 1957 году гроб с её телом был на три дня выставлен для прощания в зале славы главного здания университета.[21][22]
- Пабло Неруда (Рикардо Рейес Басоальто) в 1921 году поступил на отделение французского языка педагогического факультета.[23] В 1962 году факультет присудил ему почетную степень «в знак признания его обширной поэтической работы всеобъемлющего масштаба». Поэт пожертвовал в университетскую библиотеку 3 500 своих работ и коллекцию морских раковин.[24]

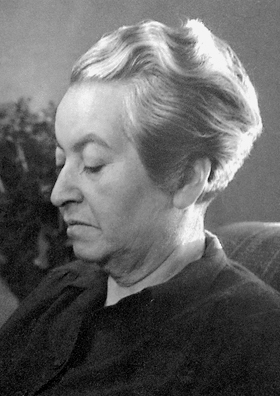
Габриэла Мистраль
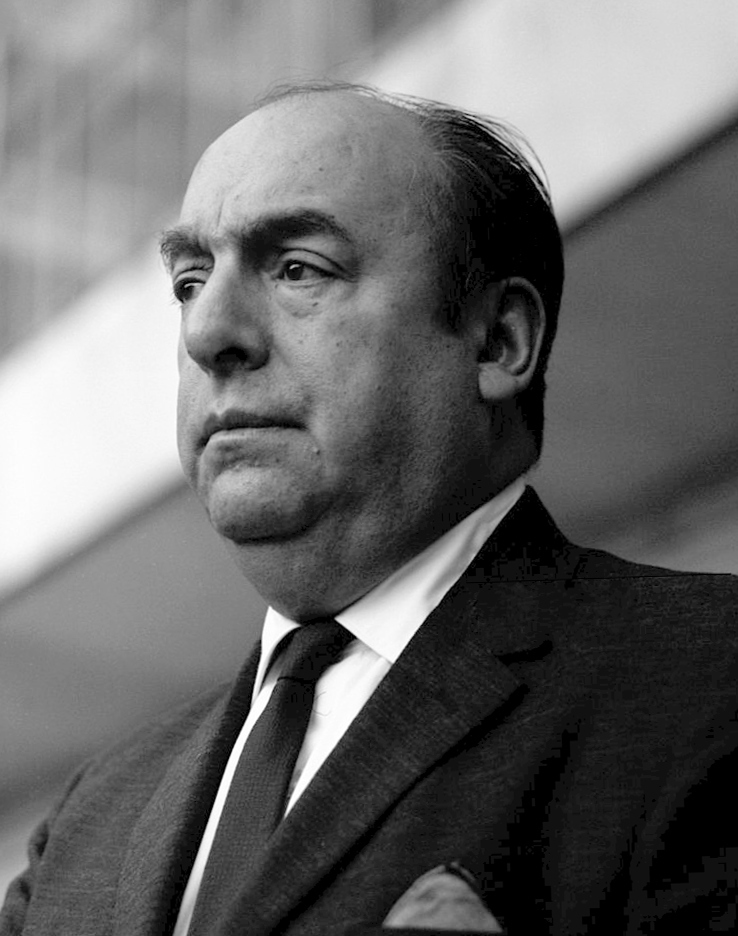
Пабло Неруда
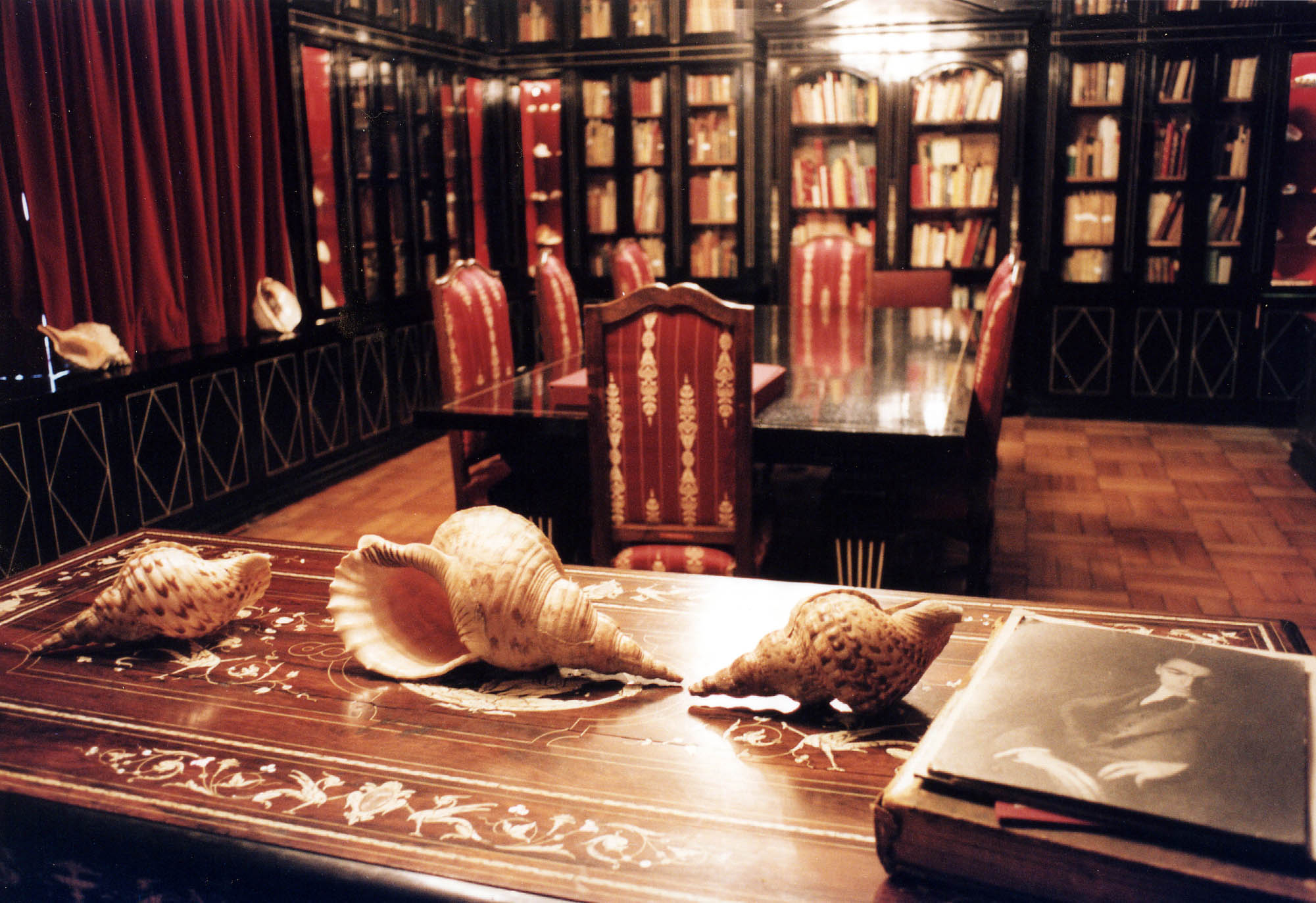
Коллекция морских раковин Пабло Неруды